# Ernestine Anderson

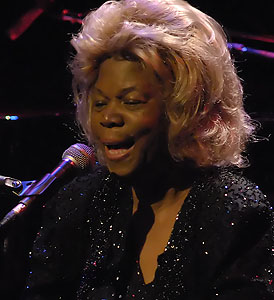
Ernestine Anderson (2008)

Ernestine Anderson (Houston (Texas), 11 november 1928 – Shoreline, 10 maart 2016) was een Amerikaanse jazz- en blueszangeres.
Anderson werd geboren in Houston, Texas in 1928. Toen ze zestien was verhuisde ze naar Seattle, Washington. Op haar achttiende toerde zij vervolgens een jaar met de Johnny Otis band en in 1952 ging ze op toer met Lionel Hamptons orkest. Haar eerste album bracht ze uit in 1958 en heette Hot Cargo. Halverwege de jaren zestig verdeelde ze haar tijd tussen de VS en Europa.
Na haar sensationele optreden op het Concord Jazz Festival in 1976, maakte haar carrière een grote sprong. De wederopbloei van haar carrière duurde tot in de jaren negentig, toen ze werkte met de Clayton-Hamilton Jazz Orchestra. Ze bracht meer dan 30 albums uit en werd vier keer genomineerd voor een Grammy Award
In 2008 werd haar huis – dat al decennialang in de familie was – bedreigd met executieverkoop door hypotheekschulden van 48.000 dollar, maar het werd gered door donaties van vrienden, zoals Quincy Jones en Diane Schuur.
Vanaf 2011 woonde ze in rusthuis Northhaven in Shoreline nabij Seattle. Daar overleed zij op 87-jarige leeftijd.
- Bibliothèque nationale de France: cb138907520 (data)
- CiNii: DA06844683
- Gemeinsame Normdatei: 134314638
- International Standard Name Identifier: 0000 0001 1459 5795
- Library of Congress Control Number: n84009998
- MusicBrainz: d4fed395-5b9d-4b70-b45a-c6cbb0b46c9e
- Nationale Bibliotheek van Tsjechië: ola2002158198
- Nationale Bibliotheek van Israël: 987007338285805171
- Nederlandse Thesaurus van Auteursnamen: 095754008
- Réseau des bibliothèques de Suisse occidentale: 02-A002928174
- Istituto Centrale per il Catalogo Unico: LO1V270669
- SNAC: w6rz0c36
- Système universitaire de documentation: 080784682
- Virtual International Authority File: 2655324
- WorldCat: E39PBJcwygFbvHcBXT34MwVQv3